# Disbelief (альбом)
Disbelief — дебютный студийный альбом немецкой группы Disbelief, официальный релиз альбома состоялся 5 мая 1997-го года. 14 марта 2005-го года был переиздан в формате Double-CD, вместе с Infected, немецким лейблом Nuclear Blast.

## Об альбоме
Disbelief записан в 1996-м году, в период с 30-го октября по 12 ноября на студии «Stage One Studio» с продюсером Энди Классеном и издан на его же лейбле GSM — Grind Sydicate Media.
На диск вошли преимущественно песни двух последних демозаписей 1995-го года (такие, как «Against The Shadow», «God? Master!», «The Harmony Within», «My Life» и «Behind Those Eyes»), только в лучшем качестве и в иных аранжировках.

## Список композиций
1. «Follow» — 05:03
2. «Away» — 03:45
3. «My Life» — 03:38
4. «Scattered Product» — 05:26
5. «God? Master!» — 03:48
6. «In A Cage» — 04:45
7. «Soul Massacre» — 03:59
8. «Why Emotional?» — 05:52
9. «Against The Shadow» — 05:13
10. «The Harmony Within» — 03:55
11. «Behind Those Eyes» — 06:15

## Участники записи
- Карстен Ягер — вокал
- Оливер Ленц — гитара
- Томми Фритш — лид-гитара
- Йохен Транк — бас
- Кай Бергерин — ударные

## Сборники
- 10 Years Nuclear Blast — CD Box
- Nuclear Blast — Soundcheck Series Vol.: 11
- Death …Is Just The Beginning Vol.: IV